# Fratelli detective (serie televisiva)
Fratelli detective è una serie televisiva italiana, proseguimento del film TV Fratelli detective, diretta da Rossella Izzo, in onda dal 16 maggio 2011 su Canale 5, per un totale di 12 episodi. È tratta dal format televisivo argentino Hermanos & Detectives.

## Trama
Francesco Forti, ispettore capo della polizia, è appassionato del proprio mestiere ma sempre alle prese con casi difficili e con un commissario brontolone. Suo fratello Lorenzo, di soli undici anni, ha un quoziente intellettivo superiore alla media; con il suo speciale intuito, finisce per aiutare il fratello maggiore nella soluzione delle indagini più complicate.

## Episodi e ascolti
| nº | Titolo               | Prima TV Italia | Telespettatori | Share  |
| -- | -------------------- | --------------- | -------------- | ------ |
| 1  | Rapina a mano armata | 16 maggio 2011  | 5.278.000      | 17,86% |
| 2  | La vedova            | 16 maggio 2011  | 4.558.000      | 18,21% |
| 3  | I sapientoni         | 23 maggio 2011  | 4.592.000      | 16,03% |
| 4  | La pistola del 29    | 23 maggio 2011  | 3.893.000      | 15,84% |
| 5  | Lo straniero         | 30 maggio 2011  | 3.808.000      | 13,81% |
| 6  | Omicidio a teatro    | 30 maggio 2011  | 3.484.000      | 14,47% |
| 7  | L'esplosione         | 6 giugno 2011   | 4.463.000      | 15,91% |
| 8  | Bambini rubati       | 6 giugno 2011   | 4.138.000      | 17,07% |
| 9  | Ufo                  | 13 giugno 2011  | 4.669.000      | 17,68% |
| 10 | Attentato a Picone   | 13 giugno 2011  | 4.466.000      | 20,50% |
| 11 | La promozione        | 20 giugno 2011  | 4.479.000      | 17,24% |
| 12 | Troppi colpevoli     | 20 giugno 2011  | 4.496.000      | 20,02% |